# Kiril Moskalenko
Kirill Semionovici Moskalenko (în rusă Кири́лл Семёнович Москале́нко)  (n. 11 mai 1902 – 17 iunie 1985 1964) a fost un mareșal al Uniunii Sovietice, a participat la Războiul Civil Rus, Războiul Sovieto-Finlandez, și la cel de-al Doilea Război Mondial.
1. 1 2 3  Marea Enciclopedie Rusă, accesat în 31 octombrie 2021
2. ↑  Kirill Semenovich Moskalenko, Find a Grave, accesat în 9 octombrie 2017
3. ↑  Kirill S. Moskalenko, Munzinger Personen, accesat în 9 octombrie 2017
4. ↑  Kirill Semyonovich Moskalenko, TracesOfWar